# Траянопол
Траянополис, срещан още и като Траянопол, е римски град, носещ името на император Траян. Той е най-южно разположения римски град по поречието на река Марица. Днес е гръцко село с името Траянополи (на гръцки: Τραϊανούπολη) в Беломорска Тракия.
През римската епоха градът е известен със своите бани. През 4 век става административен и духовен център, и столица на римската провинция Родопи. Мащабно преустроен по времето на Юстиниан Велики.
През Средновековието е под властта на византийци и османци. Тук през 1076 г. е упражнявал своето красноречие Никифор Вриений. Разрушен от цар Калоян през 1206 г. Римските му бани са обновени от Евренос. Мястото е под българска власт след Балканските войни, но по силата на Ньойския договор е преотстъпено на кралство Гърция (1919 г.).